# Austroginella
Austroginella is een geslacht van weekdieren uit de klasse van de Gastropoda (slakken).

## Soorten
- Austroginella formicula (Lamarck, 1822)
- Austroginella georgiana (May, 1915)
- Austroginella johnstoni (Petterd, 1884)
- Austroginella muscaria (Lamarck, 1822)
- Austroginella praetermissa (May, 1916)
- Austroginella queenslandica Laseron, 1957
- Austroginella tasmanica (Tenison-Woods, 1876)
- Austroginella translucida (G. B. Sowerby II, 1846)